# Jonathan Castroviejo
Jonathan Castroviejo Nicolás (* 27. April 1987 in Getxo, Baskenland) ist ein spanischer Straßenradrennfahrer.

## Karriere
Castroviejo wurde 2005 Dritter beim Straßenrennen der spanischen Meisterschaft in der Juniorenklasse. Von 2008 bis 2009 fuhr er für das spanische Continental Team Orbea. 2009 gewann er eine Etappe bei der Tour du Haut Anjou und den Prolog bei der Ronde de l’Isard, bei der er auch Gesamtzweiter wurde. Ebenfalls konnte er eine Etappe der Tour de l’Avenir für sich entscheiden.
Vor der Saison 2010 wechselte er zum UCI ProTeam Euskaltel-Euskadi und entschied bei der Katalonien-Rundfahrt die Punktewertung für sich. Mit dem Prolog der Tour de Romandie 2011 gewann er sein erstes Rennen der UCI ProTour, ehe er sich auch im Prolog der Vuelta a la Comunidad de Madrid durchsetzte und schlussendlich Dritter der Gesamtwertung wurde.

Anschließend wechselte Castroviejo im Jahr 2012 zum Movistar Team, wo er sich zum Spezialisten für längere Zeitfahren entwickelte. Nach zwei Zweiten Plätzen bei den nationalen Meisterschaften und Rang neun im Zeitfahren der Olympischen Spiele von London, holte er im Jahr 2013 seinen ersten von insgesamt sechs spanischen Meistertiteln im Einzelzeitfahren. Im Jahr 2016 verpasste er als Vierter nur um vier Sekunden eine Medaille bei den Olympischen Spielen von Rio de Janeiro, wurde im Anschluss jedoch Europameister in Plumelec und Dritter der Zeitfahrweltmeisterschaften in Doha. Bei den Grand Tours fuhr Jonathan Castroviejo in den Diensten seiner Kapitäne und verhalf Nairo Quintana zu dessen Gesamtsiegen beim Giro d’Italia 2014 und der Vuelta a España 2016. Bei seinem Grand Tour-Debüt, bei der Vuelta a España 2012, gewann er mit seinen Teamkollegen das Mannschaftszeitfahren der 1. Etappe und trug für zwei Tage das Rote Trikot des Gesamtführenden, da er den Zielstrich als erster Fahrer überquert hatte. Bei der Vuelta a España 2014 gelang ihm dies erneut. In seiner letzten Saison für das Movistar Team gewann er im Jahr 2017 das Zeitfahren der Algarve-Rundfahrt und zeigte mit dem siebten Gesamtrang bei Tirreno–Adriatico auf.

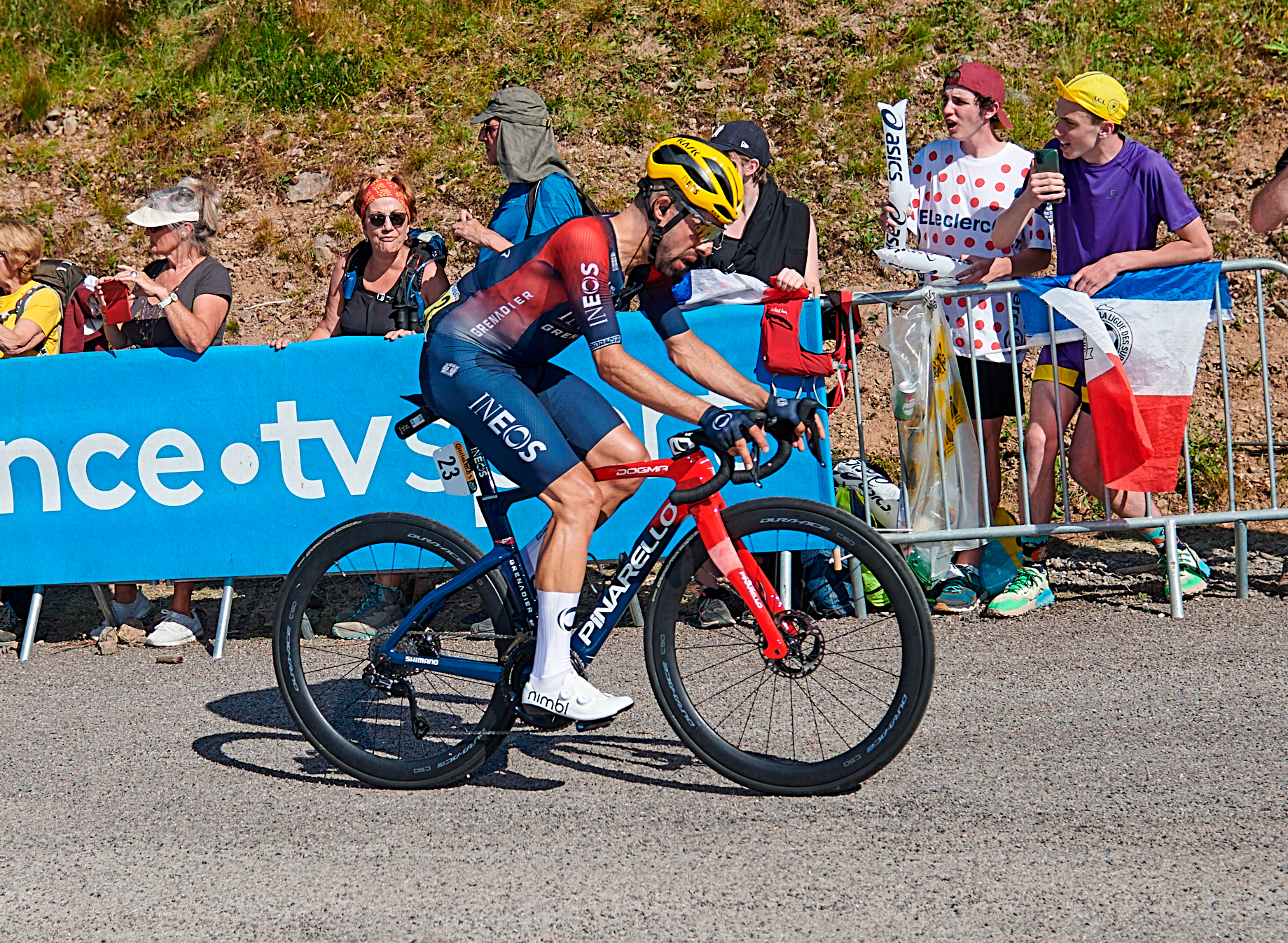
Jonathan Castroviejo bei 7. Etappe der Tour de France 2022

Ab dem Jahr 2018 ging Jonathan Castroviejo für das britische Team Sky an den Start, das später unter dem Namen Ineos Grenadiers fuhr. In seiner neuen Mannschaft etablierte er sich als wichtiger Helfer für die Gesamtklassement-Fahrer und ging jährlich bei der Tour de France an den Start. Nachdem er Geraint Thomas und Egan Bernal bei deren Tour-de-France-Siegen in den Jahren 2018 und 2019 unterstützt hatte, war er auch Teil des Teams um Tao Geoghegan Hart, der den Giro d’Italia 2020 gewann. Im Jahr 2021 verhalf er auch Egan Bernal zu dessen Gesamtsieg beim Giro d’Italia. Seit seinem Wechsel konnte Jonathan Castroviejo mit Ausnahme von drei nationalen Zeitfahrmeisterschaften kein Rennen mehr gewinnen. Er holte jedoch die Silbermedaille im Zeitfahren bei den Europameisterschaften des Jahres 2018.

## Erfolge
2009
- eine Etappe Tour du Haut Anjou
- Prolog Ronde de l’Isard
- eine Etappe Tour de l’Avenir

2010
- Sprintwertung Volta Ciclista a Catalunya

2011
- Prolog Tour de Romandie
- Prolog Vuelta a la Comunidad de Madrid

2012
- eine Etappe Vuelta a la Comunidad de Madrid
- Mannschaftszeitfahren Vuelta a España

2013
- Spanischer Meister – Einzelzeitfahren

2014
- Mannschaftszeitfahren Vuelta a España

2015
- Spanischer Meister – Einzelzeitfahren
- Weltmeisterschaft – Mannschaftszeitfahren

2016
- Spanische Meisterschaft – Einzelzeitfahren
- Europameister – Einzelzeitfahren
- Weltmeisterschaft – Einzelzeitfahren

2017
- eine Etappe Algarve-Rundfahrt
- Spanischer Meister – Einzelzeitfahren

2018
- Mannschaftszeitfahren Critérium du Dauphiné
- Spanischer Meister – Einzelzeitfahren
- Europameisterschaft – Einzelzeitfahren

2019
- Spanischer Meister – Einzelzeitfahren

2023
- Spanischer Meister – Einzelzeitfahren

## Grand-Tour-Platzierungen
| Grand Tour            | 2012 | 2013 | 2014 | 2015 | 2016 | 2017 | 2018 | 2019 | 2020 | 2021 | 2022 | 2023 | 2024 | 2025 |
| --------------------- | ---- | ---- | ---- | ---- | ---- | ---- | ---- | ---- | ---- | ---- | ---- | ---- | ---- | ---- |
| Giro d’ItaliaGiro     | 148  | –    | 57   | –    | –    | –    | –    | –    | 24   | 23   | 64   | –    | –    | 61   |
| Tour de FranceTour    | –    | 97   | –    | 24   | –    | 60   | 70   | 50   | DNF  | 23   | 48   | 15   | 53   |      |
| Vuelta a EspañaVuelta | –    | –    | 65   | –    | 36   | –    | –    | –    | –    | –    | –    | 60   | –    |      |